# Okręg Annecy
Okręg Annecy (fr. Arrondissement d'Annecy) – okręg we wschodniej Francji. Populacja wynosi 229 tysięcy.

## Podział administracyjny
W skład okręgu wchodzą następujące kantony:
- Alby-sur-Chéran,
- Annecy-Centre,
- Annecy-Nord-Est,
- Annecy-Nord-Ouest,
- Annecy-le-Vieux,
- Faverges,
- Rumilly,
- Seynod,
- Thônes,
- Thorens-Glières.